# Château de Viverols
Le château de Viverols est un ancien château fort situé sur la commune de Viverols dans le département du Puy-de-Dôme en Auvergne-Rhône-Alpes. Il est le plus important vestige de l'architecture militaire féodale de la région d'Ambert.

## Histoire
Certains experts et archéologues pensent qu’un édifice (une simple tour) antérieur à la forteresse, fut construit vers le XIe siècle sur les ordres de Jocob de Viverols et détruit par Louis XI.
En 1101, Guillaume de Baffie alors évêque de Clermont fit don de l'église de Viverols qu'il avait fait construire à l'abbaye de Sauxillanges.
C'est sans doute au XIIIe siècle que le château prendra son apparence guerrière avec ses imposantes tours pour protéger la mesnie du seigneur Guillaume III de Baffie dit le vieil. Ce dernier était en conflit avec Guy IV de Forez lors de l'épisode des guerres du Forez. Guillaume III de Baffie avait en effet épousé Eléonore de Forez et acquis à ce titre des terres foréziennes situées dans le Roannais. Toutefois, en 1206 à la mort de Guigues III de Forez son fils Guy IV né d'un second mariage, devint comte de Forez et revendiqua aussitôt les terres appartenant à Eléonore (sa demi-sœur). Guillaume refusa, au nom du droit d’ainesse de son épouse. Il en résulta une guerre de cinquante ans où alternèrent trêves et batailles, les liens vassaliques compliquant la situation.

## Architecture
L'enceinte entourait un donjon en pierre probablement les restes de la motte primitive.
Le coté Nord est le mieux défendu en raison du relief moins désavantageux pour l’assaillant, il reste aujourd'hui encore deux tours sur cette façade où l'on dénombre onze archères permettant de pouvoir couvrir toute la zone.
Dans la période post-féodal les fronts Est et Ouest sont remplacés par des logis spacieux, l'un dédié à la garnison et aux réceptions et l'autre au seigneur en personne. Ces deux logis étaient conjointement desservis par un grand escalier à vis dans une tour d'angle.

A la fin du XIXème siècle, le second logis subit un important incendie qui le dégrada fortement.

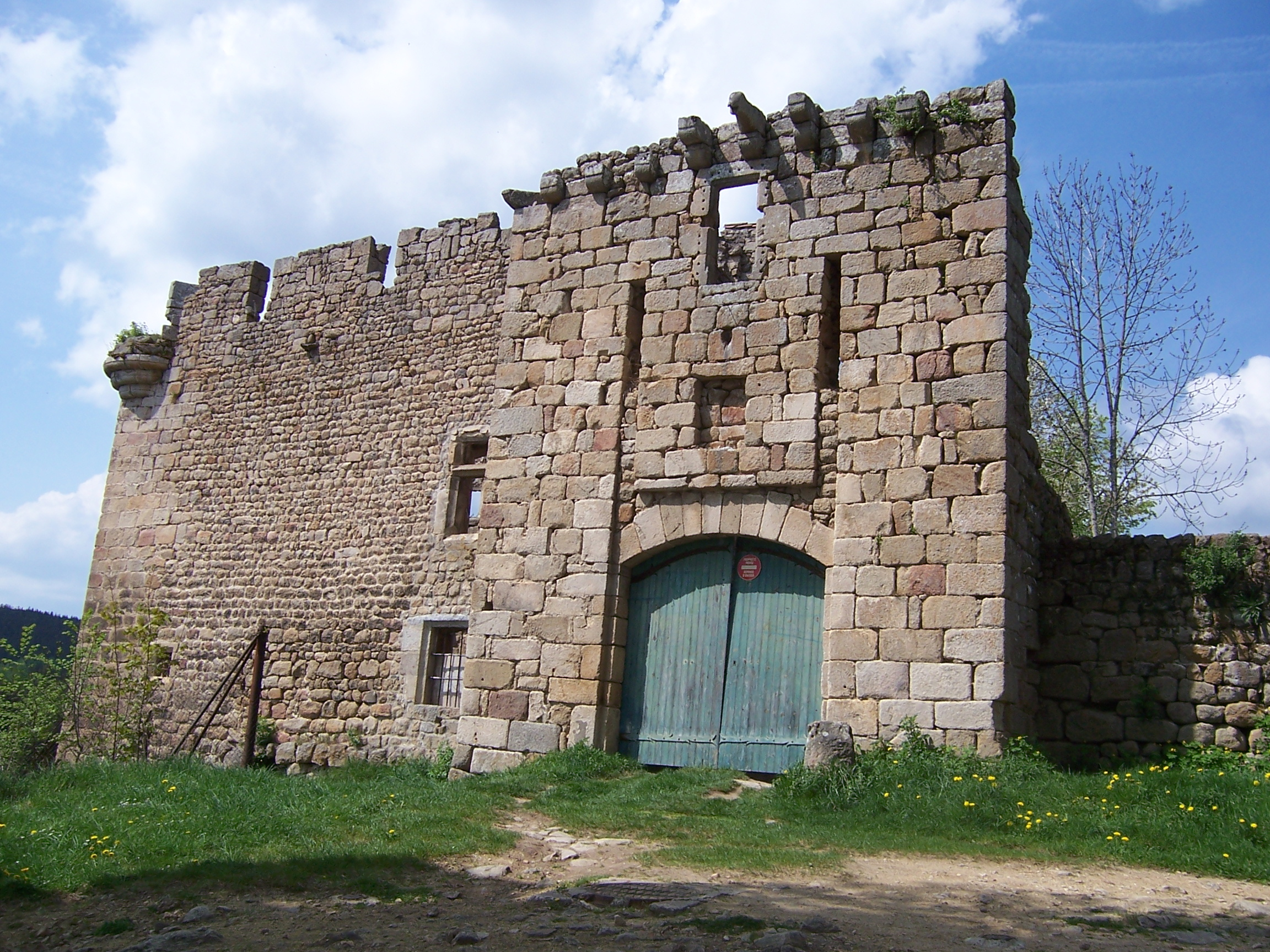
Porte du château.

Une échauguette (récemment renouvelée) est aussi présente non loin de la porte.
La porte était composée d'un pont-levis.

## Culture

### Légende
Les filles maudites de Pardon le Noir, il y encore peu de temps trois arbres surplombaient une des tours du château (aujourd'hui déracinés). Le récit de la légende commençait par « il était une fois, dans la forêt noire qui grimpe à grandes enjambées la montagne d'Ambert, un seigneur terrible dénommé Pardon le Noir » et l'intrigue se déroulait de la façon suivante : 
« Un soir d'été ses trois filles étaient ensemble tout en haut de la tour de château. En bavardant, l'aînée rappelait en riant à ses sœurs la malédiction qu'un matin d'un autre siècle, une sorcière des environs avait jetée sur sa famille ». Cette malédiction était que « trois filles annonceront la fin de ta descendance et elles resteront sans jamais grandir sur la tour du château » et la prophétie se réalisa et les trois filles se transformèrent en arbres. La légende rajoute que « de mémoire d'hommes, les trois arbres plantés sur les ruines de cette tour n'ont pas poussé d'un centimètre » et que « quand on passe, une nuit d'été, tout près des restes du château, on entend très distinctement trois plaintes qui n'en finissent pas… ».

### Visite
La visite du château est aujourd'hui possible notamment en période estivale. En effet, en 2019 les propriétaires ont affirmé vouloir « faire connaître le château afin qu'il participe à la vie du village et à son développement. »